# De Havenzangers

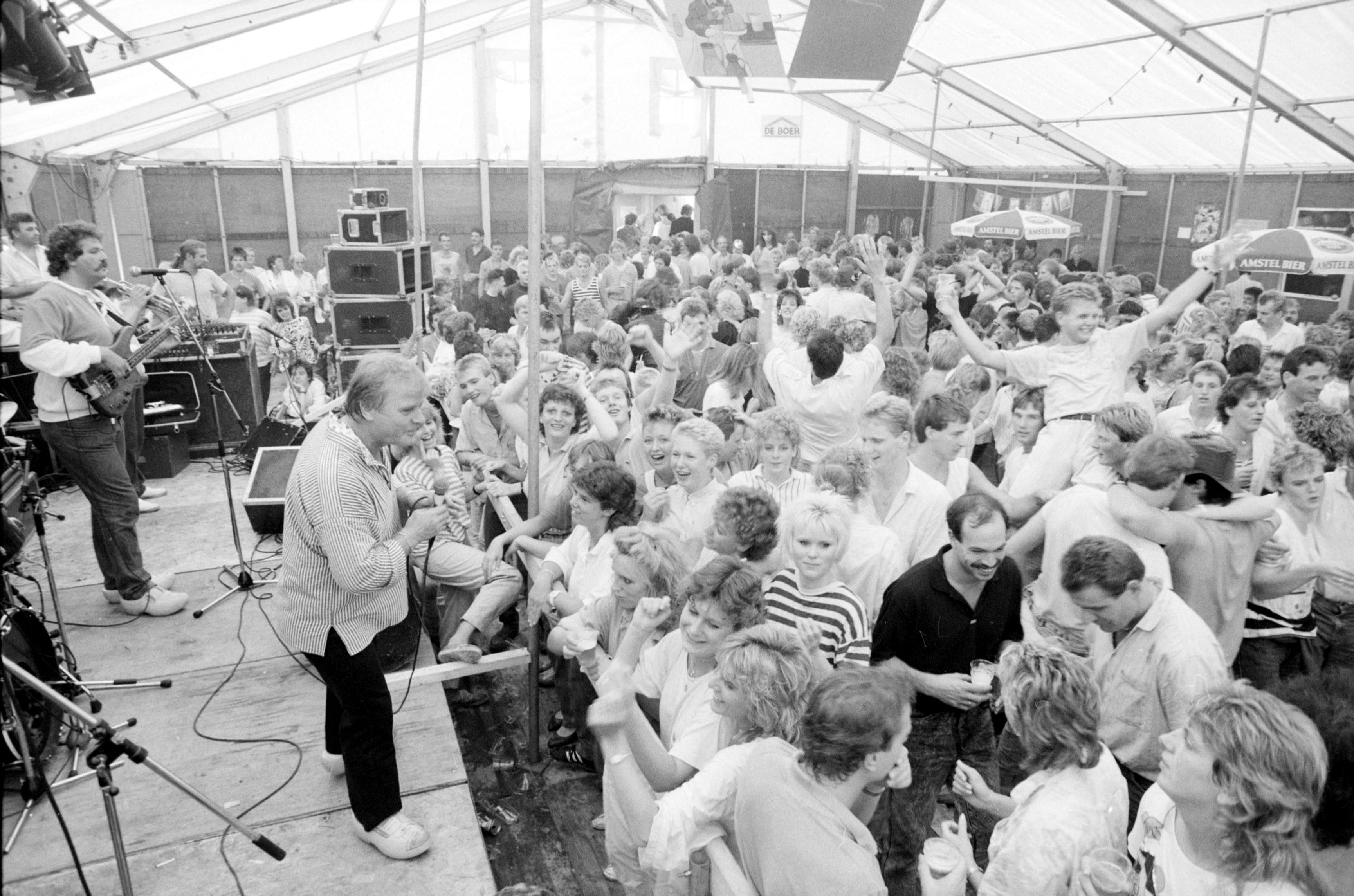
Optreden Havenzangers in Heemskerk, sept. 1987

De Havenzangers was een Nederlandse volks- en feestmuziekband uit de stad Apeldoorn.

## Ontstaan
De Havenzangers werden opgericht in 1977 als voortzetting van het Elmondo Combo (1972) uit Arnhem met o.a. Henk Pleket en Frans van Londen. Aanvankelijk waren zij gespecialiseerd in oud-Hollandse zeemansliedjes. De band is vooral in het Nederlandse schnabbelcircuit bekend, maar heeft eind jaren tachtig ook in de Verenigde Staten en Canada getourd.
Bekende nummers waarmee De Havenzangers zich populair heeft gemaakt zijn onder andere Ik Droom Van Een Gelukkig Kerstfeest (Alarmschijf 1977), Greetje uit de polder (1979), Daar bij de waterkant (1979) (beide zijn oorspronkelijk van Eddy Christiani), 's Nachts na tweeën (1983), Trouw niet voor je veertig bent (1987) (oorspronkelijk van het Lowland Trio) en Oh Mona (1987).
In 2006 brachten De Havenzangers rond het WK voetbal van dat jaar een nieuw album uit, getiteld Hand in hand achter Oranje. Met televisiepersoonlijkheid Henkjan Smits werd vervolgens een verbale vete uitgevochten nadat deze zich laatdunkend over het nummer zou hebben uitgelaten. Ook zou Smits De Havenzangers 'uitgerangeerd' hebben genoemd.
De Havenzangers bestonden de laatste jaren uit Henk Pleket (1937-2011) en Willem Mulder. In augustus 2007 werd echter bekendgemaakt dat Pleket solo door zou gaan als De Havenzangers, nadat Mulder had aangekondigd de groep te verlaten. Willem Mulder vervolgde zijn loopbaan de eerste tijd solo. In de zomer van 2008 begon hij een nieuw duo samen met zijn zoon Wesley onder de naam Mulder & Mulder. Vader en zoon Mulder hebben besloten vanaf 2015 verder te gaan als de (nieuwe) Havenzangers onder de naam Havenzangers 2.0.
Hun bekendste hits waren onder meer: "Oh Mona", "'s-Nachts na tweeën", "Trouw niet voor je veertig bent", "Heideroosje", "Jij kunt niet altijd 16 zijn", "Als de klok van Arnemuiden", "Kleine Greetje uit de polder" en "Ik zie een pils"

### Overige bandleden
- Theo van Londen – drums
- Eric Nijsen – bas
- Harry Nijkamp – trompet/sax
- Toon Pals – trompet/sax

## Prijzen en onderscheidingen
- Gouden Muziekcassette voor Het strand stil en verlaten
- Edison voor het album Ter land Ter zee en in 't Café
- 9 gouden platen
- 7 platina platen

## Discografie
- Aan Het Strand Stil En Verlaten (1977)
- Oh Heideroosjes (1978)
- Kerstfeest met De Havenzangers - LP (1978)
- Daar bij de Waterkant (1979)
- Neem Mij Met Je Mee (1980)
- Alle Hens Aan Dek (1981)
- Monja (1982)
- 24 Grote Successen (1982), verzamelalbum
- 5 Jaar De Havenzangers  (1982), verzamelalbum
- Feest na Tweeën  (1983)
- Slaan Weer Toe (1984)
- Feest Na Tweeën  Deel 2 (1985)
- 10 Jaar (1987)
- Ter Land - Ter Zee - En In T' Café  (1989)
- Ik Ben Verliefd Op Jou (1989)
- Oh Heideroosje (1989), verzamelalbum
- Feest Met Oranje! (Nederlands Elftal, De Havenzangers en Ron Brandsteder (1990)
- Fiesta (1991)
- De 28 grootste successen - 2CD (1991), verzamelalbum
- Feessie Bouwen! (1993)
- 20 Jaar Non Stop party (1993)
- Het Allerbeste van De Havenzangers (1994), verzamelalbum
- De allerbeste gouwe van De Havenzangers (1994), verzamelalbum
- De Havenzangers (First Class) (1994), verzamelbalbum
- Kerstfeest met De Havenzangers CD - (1994)
- Inhaken en meedeinen (1995)
- 100 Hollandse hits - 2CD (1995)
- 20 jaar non stop party
- Vandaag is 't weer zo'n feest (1998)
- 's Nachts na Tweeën (1998), verzamelalbum
- Hit Express: De Havenzangers Party Hits! (1999)
- Daar bij de waterkant (2000), verzamelalbum)
- Hollands Glorie: De Havenzangers (2001), verzamelalbum
- 48 All Time Favourites - 2CD (2001), verzamelalbum
- De Havzangers & Vrienden 25 jaar feest - 3CD (2002), verzamelalbum
- Hollands Glorie 2 (2003), verzamelalbum
- Hollands goud: De Havenzangers - 2CD (2003), verzamelalbum
- Alle 20 Feest In De Hut (met De Deurzakkers) (2004)
- Voor alle fans: De Havenzangers (DVD + CD) (2005)
- Hit Express: De havenzangers M'n eigen feesie (2005)
- Hollandse Sterren: Het allemooiste van De Havenzangers - 3CD (2009)
- Inhaken & meedeinen (2014)
- We gaan er tegen aan! (Willem & Wesley Mulder als Havenzangers 2.0) (2015)
- Favorieten Expres: De Havenzangers (2020), verzamelalbum

## Trivia
- Sinds april 2003 (Lintjesregen) zijn Henk Pleket en Willem Mulder Ridder in de Orde van Oranje-Nassau.